# Мелані Пашке
Мелані Пашке (нім. Melanie Paschke; нар. 29 червня 1970) — німецька легкоатлетка, яка спеціалізувалася на спринті.
До возз'єднання Німеччини на міжнародних змаганнях представляла Західну Німеччину.

## Спортивні досягнення
Учасниця олімпійських змагань з бігу на 100 метрів, 200 метрів та естафетного бігу 4×100 метрів (1996), в яких зупинялась на попередніх стадіях.
Чемпіонка світу з естафетного бігу 4×100 метрів (2001). Бронзова призерка чемпіонату світу з естафетного бігу 4×100 метрів (1995). Фіналістка змагань з естафетного бігу 4×100 метрів на трьох інших чемпіонатах світу — 4-е місце у 1997 та 5-і місця у 1993 і 2003. Фіналістка чемпіонатів світу з бігу на 100 метрів — 6-і місця у 1995 та 1997. Фіналістка чемпіонату світу з бігу на 200 метрів — 5-е місце у 1995.
Срібна призерка чемпіонату світу в приміщенні з бігу на 60 метрів (1995).
Брала участь у спринтерських дисциплінах на трьох Кубках світу. У 1994 була 2-ю з естафетного бігу 4×100 метрів, 5-ю з бігу на 100 метрів та 7-ю з бігу на 200 метрів. У 1998 була 3-ю з естафетного бігу 4×100 метрів та 6-ю з бігу на 200 метрів. У 2002 була 3-ю з естафетного бігу 4×100 метрів та 7-ю з бігу на 100 метрів.
Чемпіонка Європи з естафетного бігу 4×100 метрів (1994). Срібна призерка чемпіонатів Європи з естафетного бігу 4×100 метрів (1998, 2002). Бронзова призерка чемпіонатів Європи з бігу на 100 метрів (1994) та 200 метрів (1998). Фіналістка чемпіонатів Європи з бігу на 100 метрів (5-е місце, 1998) та 200 метрів (5-е місце, 2002).
Чемпіонка Європи в приміщенні з бігу на 60 метрів (1998). Срібна призерка чемпіонатів Європи в приміщенні з бігу на 60 метрів (1994) та 200 метрів (1998).
Чемпіонка Універсіади з бігу на 100 метрів (1995).
Срібна призерка чемпіонату Європи серед юніорів з естафетного бігу 4×100 метрів (1989).
Переможниця Кубків Європи з бігу на 100 метрів (1995) та естафетного бігу 4×100 метрів (2001). Була 2-ю на Кубках Європи з бігу на 100 метрів (1996), 200 метрів (1996) та естафетного бігу 4×100 метрів (1995, 1996, 1998, 2002, 2003). Фінішувала 3-ю на Кубках Європи з бігу на 100 метрів (1994), 200 метрів (1998) та естафетного бігу 4×100 метрів (1993, 1994).
Чемпіонка Німеччини з бігу на 100 метрів (1993, 1994, 1995, 1996, 2003) та 200 метрів (1994, 1995, 1996, 1998).
Чемпіонка Німеччини в приміщенні з бігу на 60 метрів (1993, 1994, 1995, 1996, 1997, 1998, 2002) та 200 метрів (1996, 1998).